# Sawmill
Sawmill (Navajo: Niʼiijííh Hasání) ist ein Census-designated place im Apache County im US-Bundesstaat Arizona. Das U.S. Census Bureau hat bei der Volkszählung 2020 eine Einwohnerzahl von 564 ermittelt.
Sawmill hat eine Fläche von 15 km². Die Bevölkerungsdichte liegt bei 38 Einwohnern je km². Die Stadt liegt in einer Höhe von 1628 m. ü. M.